# 日本ポストプロダクション協会
一般社団法人日本ポストプロダクション協会（にほんポストプロダクションきょうかい、英: Japan Post Production Association）は、テレビ放送番組・CM・ミュージッククリップ等の作品を制作する中で、ビデオ編集やMA等の高度な映像・音響処理等を技術面からサポートするポストプロダクション業務において、専門技術の向上、業界の地位向上、産業振興を目的として設立された団体で一般社団法人である。略称はJPPA。

## 沿革
- 1986年（昭和61年）11月27日、任意団体として設立。
- 1993年（平成5年）3月18日、通商産業省（現･経済産業省）より社団法人日本ポストプロダクション協会として認可。
- 2012年（平成24年）4月1日、内閣府公益認定等委員会にて、一般社団法人日本ポストプロダクション協会として認可。

## 主な事業
ポストプロダクション業務に関連する各種セミナー・イベント等の開催や機関誌・技術マニュアルなどの出版物刊行、「JPPA AWARDS」の開催、「映像音響処理技術者資格認定試験」の実施などがある。

## 所在地
東京都新宿区内藤町1番地　内藤町三洋ビル7階